# Discographie de Sistar
La discographie du girl group sud-coréen Sistar est composée de deux albums studios, six mini-albums et de douze singles.

## Albums

### Albums studios
| Titre                                                                              | Détails de l'album                                                                                           | Meilleures positions | Meilleures positions | Meilleures positions | Ventes                                       |
| Titre                                                                              | Détails de l'album                                                                                           | COR                  | JPN                  | US World             | Ventes                                       |
| ---------------------------------------------------------------------------------- | --- | -------------------- | -------------------- | -------------------- | -------------------------------------------- |
| So Cool                                                                            | - Date de sortie : 9 août 2011 - Label : Starship Entertainment - Formats : CD, CD, téléchargement numérique | 11                   | —                    | —                    | - COR : plus de 25 777                       |
| Give It to Me                                                                      | - Date de sortie : 11 juin 2013 - Label : Starship Entertainment - Formats : CD, téléchargement numérique    | 5                    | 89                   | 9                    | - COR : plus de 22 365 - JPN : plus de 1 278 |
| "—" signifie que l'album ne s'est pas classé ou n'est pas sorti dans cette région. | |                      |                      |                      |                                              |

### Mini-albums (EPs)
| Titre                                                                              | Détails de l'album                                                                                           | Meilleures positions | Meilleures positions | Meilleures positions | Meilleures positions | Ventes                                      |
| Titre                                                                              | Détails de l'album                                                                                           | COR                  | JPN                  | TW                   | US World             | Ventes                                      |
| ---------------------------------------------------------------------------------- | --- | -------------------- | -------------------- | -------------------- | -------------------- | ------------------------------------------- |
| Alone                                                                              | - Date de sortie : 12 avril 2012 - Label : Starship Entertainment - Formats : CD, téléchargement numérique   | 3                    | —                    | —                    | —                    | - COR : plus de 17 802                      |
| Loving U                                                                           | - Date de sortie : 28 juin 2012 - Label : Starship Entertainment - Formats : CD, téléchargement numérique    | 11                   | 254                  | —                    | —                    | - COR : plus de 20 020, - JPN : plus de 407 |
| Touch N Move                                                                       | - Date de sortie : 21 juillet 2014 - Label : Starship Entertainment - Formats : CD, téléchargement numérique | 2                    | 158                  | —                    | 8                    | - COR : plus de 14 548 - JPN : plus de 938  |
| Sweet & Sour                                                                       | - Date de sortie : 26 août 2014 - Label : Starship Entertainment - Formats : CD, téléchargement numérique    | 4                    | 186                  | —                    | —                    | - COR : plus de 7 006 - JPN : plus de 402   |
| Shake It                                                                           | - Date de sortie : 22 juin 2015 - Label : Starship Entertainment - Formats : CD, téléchargement numérique    | 3                    | —                    | —                    | 6                    | - COR : plus de 19 396                      |
| Insane Love                                                                        | - Date de sortie : 21 juin 2016 - Label : Starship Entertainment - Formats : CD, téléchargement numérique    | 3                    | —                    | 1                    | 7                    | - COR : plus de 10 707                      |
| "—" signifie que l'album ne s'est pas classé ou n'est pas sorti dans cette région. | |                      |                      |                      |                      |                                             |

## Singles
| Titre | Année | Meilleures positions | Meilleures positions | Meilleures positions | Ventes                                      | Album               |
| Titre | Année | COR                  | COR Hot 100          | US World             | Ventes                                      | Album               |
| --- | ----- | -------------------- | -------------------- | -------------------- | ------------------------------------------- | ------------------- |
| "Push Push" | 2010  | 9                    | *                    | —                    | - COR : plus de 1 779 327                   | So Cool             |
| "Shady Girl" | 2010  | 4                    | *                    | —                    | - COR : plus de 1 623 243                   | So Cool             |
| "How Dare You" | 2010  | 2                    | *                    | —                    | - COR : plus de 847 105 (en 2011 seulement) | So Cool             |
| "So Cool" | 2011  | 1                    | 1                    | —                    | - COR : plus de 3 939 518,                  | So Cool             |
| "Alone" | 2012  | 1                    | 1                    | 7                    | - COR : plus de 3 394 538                   | Alone               |
| "Loving U" | 2012  | 1                    | 1                    | 16                   | - COR : plus de 3 306 376                   | Loving U            |
| "Give It To Me" | 2013  | 1                    | 1                    | 6                    | - COR : plus de 1 622 854                   | Give It To Me       |
| "Touch My Body" | 2014  | 1                    | *                    | 3                    | - COR : plus de 1 560 763                   | Touch N Move        |
| "I Swear" | 2014  | 1                    | *                    | 6                    | - COR : plus de 825 818                     | Sweet & Sour        |
| "Shake It" | 2015  | 1                    | *                    | 6                    | - COR : plus de 1 546 593                   | Shake It            |
| "I Like That" | 2016  | 1                    | *                    | 5                    | - COR : plus de 750 802                     | Insane Love         |
| "Lonely" | 2017  | 1                    | 12                   | 8                    | - COR : plus de 597 410                     | Non issu d’un album |
| "—" signifie que le morceau ne s'est pas classé ou n'est pas sorti dans cette région. "*" Le Billboard Korea K-Pop Hot 100 a été introduit en août 2011 et s'est arrêté en juillet 2014. |       |                      |                      |                      |                                             |                     |

## Autres chansons classées
| Titre                                                  | Année | Meilleures positions | Ventes                  | Album         |
| Titre                                                  | Année | COR                  | Ventes                  | Album         |
| ------------------------------------------------------ | ----- | -------------------- | ----------------------- | ------------- |
| "Girls Do It"                                          | 2011  | 26                   | - COR : plus de 263 684 | So Cool       |
| "Follow Me"                                            | 2011  | 28                   | - COR : plus de 90 502  | So Cool       |
| "New World"                                            | 2011  | 97                   | - COR : plus de 53 469  | So Cool       |
| "Lead Me"                                              | 2012  | 27                   | - COR : plus de 352 709 | Alone         |
| "No Mercy"                                             | 2012  | 46                   | - COR : plus de 196 578 | Alone         |
| "Girls on Top"                                         | 2012  | 85                   | - COR : plus de 41 064  | Alone         |
| "Holiday" (홀리데이)                                   | 2012  | 59                   | - COR : plus de 59 099  | Loving U      |
| "The Way You Make Me Melt"                             | 2013  | 2                    | - COR : plus de 895 462 | Give It to Me |
| "Bad Boy"                                              | 2013  | 4                    | - COR : plus de 654 879 | Give It to Me |
| "Crying"                                               | 2013  | 17                   | - COR : plus de 391 588 | Give It to Me |
| "A Week"                                               | 2013  | 39                   | - COR : plus de 128 843 | Give It to Me |
| "Summer Time"                                          | 2013  | 34                   | - COR : plus de 149 610 | Give It to Me |
| "If U Want"                                            | 2013  | 49                   | - COR : plus de 93 537  | Give It to Me |
| "Hey You"                                              | 2013  | 54                   | - COR : plus de 102 593 | Give It to Me |
| "Up and Down"                                          | 2013  | 64                   | - COR : plus de 80 276  | Give It to Me |
| "Miss Sistar"                                          | 2013  | 66                   | - COR : plus de 49 345  | Give It to Me |
| "Naughty Hands"                                        | 2014  | 7                    | - COR : plus de 350 470 | Touch N Move  |
| "But I Love U"                                         | 2014  | 19                   | - COR : plus de 122 260 | Touch N Move  |
| "Sunshine"                                             | 2014  | 39                   | - COR : plus de 52 195  | Touch N Move  |
| "OK Go"                                                | 2014  | 45                   | - COR : plus de 44 717  | Touch N Move  |
| "Wow"                                                  | 2014  | 55                   | - COR : plus de 38 262  | Touch N Move  |
| "Hold on Tight"                                        | 2014  | 70                   | - COR : plus de 33 981  | Sweet & Sour  |
| "Don't Be Such A Baby" (애처럼 굴지마) (feat. Giriboy) | 2015  | 10                   | - COR : plus de 196 604 | Shake It      |
| "Bad Guy" (나쁜놈) (feat. Mad Clown)                   | 2015  | 24                   | - COR : plus de 79 387  | Shake It      |
| "Good Time"                                            | 2015  | 51                   | - COR : plus de 41 717  | Shake It      |
| "Go Up"                                                | 2015  | 59                   | - COR : plus de 36 165  | Shake It      |
| "String" (끈)                                          | 2016  | 42                   | - COR : plus de 42 910  | Insane Love   |
| "Yeah Yeah"                                            | 2016  | 60                   | - COR : plus de 37 992  | Insane Love   |
| "Say I Love You"                                       | 2016  | 65                   | - COR : plus de 36 756  | Insane Love   |
| "Wanna Do I" (해볼래)                                  | 2016  | 90                   | - COR : plus de 31 156  | Insane Love   |
| "Under the Blanket" (이불 덮고 들어)                   | 2016  | 52                   | - COR : plus de 25 070  | Insane Love   |

## Bande originale
| Année | Titre          | Meilleure position | Autre(s) artiste(s) | Album             |
| Année | Titre          | KOR                | Autre(s) artiste(s) | Album             |
| ----- | -------------- | ------------------ | ------------------- | ----------------- |
| 2010  | "Chronos Soul" | 84                 | NC                  | Chronos Sword OST |

## Vidéographie

### Clips vidéos
| Titre               | Année | Réalisateur(s) |
| ------------------- | ----- | -------------- |
| "Push Push"         | 2010  | Joo Hee-sun    |
| "We Never Go Alone" | 2010  |                |
| "Chronos Soul"      | 2010  |                |
| "Shady Girl"        | 2010  | Joo Hee-sun    |
| "How Dare You"      | 2010  | Cho Soo-hyun   |
| "So Cool"           | 2011  | Joo Hee-sun    |
| "Hot Place"         | 2011  |                |
| "Pink Romance"      | 2011  | Chang Won-seok |
| "Alone"             | 2012  | Joo Hee-sun    |
| "Loving U"          | 2012  | Joo Hee-sun    |
| "Give It to Me"     | 2013  | Joo Hee-sun    |
| "Touch My Body"     | 2014  | Joo Hee-sun    |
| "I Swear"           | 2014  | Lumpens        |
| "Shake It"          | 2015  | Joo Hee-sun    |
| "I Like That"       | 2016  | Lumpens        |
| "One More Day"      | 2016  | Hong Won-ki    |
| "Lonely"            | 2017  | Lumpens        |